# Svalans vägglus
Svalans vägglus (Oeciacus hirundinis) är en insektsart som först beskrevs av Jean-Baptiste Lamarck 1816.  Svalans vägglus ingår i släktet Oeciacus och familjen vägglöss. Arten är reproducerande i Sverige. Inga underarter finns listade i Catalogue of Life.